# Seramkakadua
Seramkakadua (Cacatua moluccensis) är en kakadua som är endemisk för södra Moluckerna i östra Indonesien. 

## Utseende och läte
Seramkakadua är en relativt stor kakadua, 50 centimeter lång. Honan är vanligen större än hannen, och har mörkbruna ögon till skillnad från hannens svarta. Den har vit-rosa fjädrar med en persikofärgad glans (och en svagt gul på undervingen), och en stor rörlig tillbakalutad tofs, som den reser när den är rädd, arg, överraskad eller visar upp sig.

## Utbredning
Fågeln förekommer enbart i södra Moluckerna i Indonesien på öarna Seram, Ambon, Saparua och Haruku.

## Ekologi
I naturen förekommer seramkakadua i låglandsskogar under 1000 meter. Den lever på frön, nötter och frukt, samt kokosnötter. Kakaduans näbb kan utöva upp till 34 bars tryck, vilket gör att den kan öppna även mycket hårda nötter. Den bor i trädhål och lägger 3 vita ägg, som ruvas i cirka 25 dagar.

## Moluckkakaduan och människan

### Status och hot

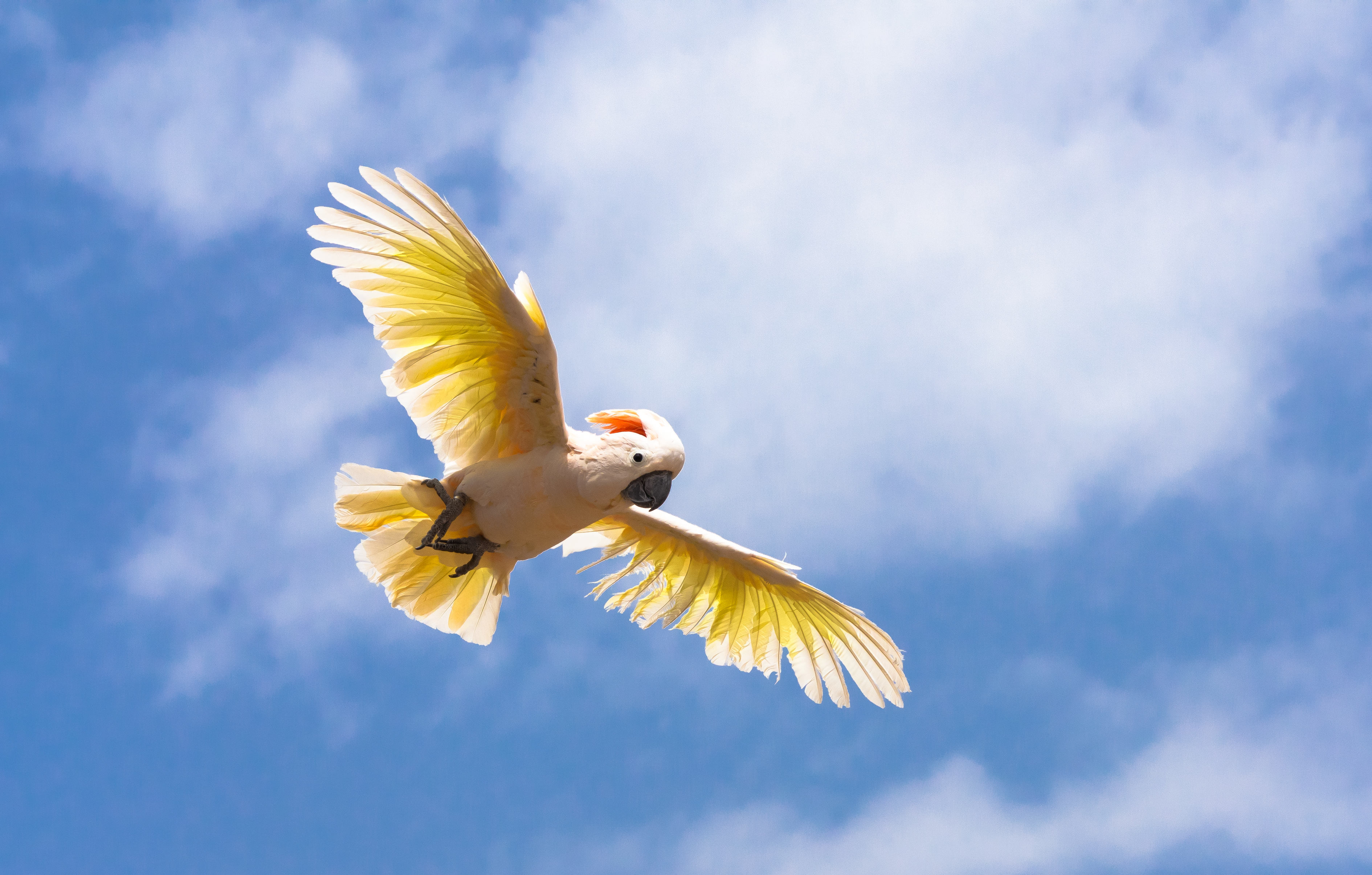

Seramkakadua är en hotad art, och har funnits listad på appendix 1 och 2 i CITES sedan 1989, vilket innebär att handel med vildfångade fåglar är olaglig. Handel med fåglar som avlats i fångenskap är laglig endast med lämplig CITES-certifiering. Antalet fåglar har minskat på grund av olaglig fångst för burfågelhandeln och biotopförlust. Seramkakadua har idag ett fäste i Manusela nationalpark på Seram, men än idag fortsätter fångsten i viss utsträckning. Beståndet uppskattas till mellan 20 000 och 62 000 adulta individer.

### Som husdjur
Som burfågel är den populär, bland annat på grund av sin skönhet och läraktighet, och det senare har också gjort den populära som cirkusdjur.
Seramkakadua är skicklig på att härma läten och individer kan bli duktiga på att tala. Den är läraktig och tenderar att knyta nära band till en specifik person, men brukar till en början vara skygg. En seramkakadua som tränas rätt kan bli tillgiven och väldigt nära sin ägare. Utan rätt träning kan kakaduan bli aggressiv mot andra personer i samma hushåll som den inte har knutit an till. Om den separeras från sin partner löper seramkakadua risk att utveckla allvarliga känslomässiga störningar.